# Municipio de Campeche
El municipio de Campeche es uno de los 13 municipios del estado homónimo, en el sureste de la República Mexicana. La cabecera municipal es San Francisco de Campeche, que a su vez es capital del Estado de Campeche.
Tiene una población total de 294,077 habitantes, de acuerdo con los datos arrojados por el censo de población y vivienda 2020 del Instituto Nacional de Estadística, Geografía e Informática (INEGI), encontrándose la mayor concentración de población en la zona oeste de su territorio, en la que está situada la ciudad de Campeche.

## Geografía
- Altitud: 1 metro.
- Latitud: 19°51′0″ N
- Longitud: 90°31′59″ O

## Historia
Dos grandes civilizaciones dieron origen a Campeche: la maya y la española. Grandeza, sabiduría, tenacidad, nobleza, arraigo, reciedumbre, fuerza, talento, nobleza, temple, gallardía, se fundieron en la configuración del nuevo pueblo campechano. Los habitantes de las playas de Can Pech se encontraron con los hombres que llegaron del mar.
El primer encuentro mostró la solidez de cada civilización; en ambos bandos no hubo manifestaciones de temor ni vacilaciones; por el contrario, unos y otros mostraron, en ese primer momento, respeto mutuo. No hubo agresión ni servilismo.
Tuvieron que pasar muchos años más para que mayas y españoles volvieran a encontrarse y fundar el pueblo de Salamanca de Campeche en 1531, bajo las ordenanzas del adelantado Francisco de Montejo, surgiendo el 4 de octubre de 1540 la Villa y Puerto de San Francisco de Campeche, fundada por Francisco de Montejo, hijo.
Durante la colonia se asentó en Campeche la otra raíz que se sumó a la configuración del carácter de los pueblos del Caribe americano: la negra.
La fusión de estas tres razas; americana, europea y africana dotó a los campechanos de valores, costumbres y tradiciones singulares que con tenacidad y vigor se siguen manifestando, adaptándolos a los ritmos y definiciones que establecen los tiempos modernos, sin perder la esencia que los caracteriza.
Fundada la Villa y Puerto, fue creciendo en habitantes y en identificaciones, creándose los distintos barrios con el paso de los años. Iniciada la colonia en los siglos XVI y XVII, el dinamismo de toda sociedad llevó a la ciudad y al municipio de Campeche a crecer a pesar de los obstáculos. Ni el mar ni la tierra han impedido su crecimiento.
Los habitantes del recinto amurallado y de los barrios y poblados que lo rodeaban, mostraron su hidalguía ante los ideales que rodearon su historia en el siglo XIX: la independencia de México como país, la guerra separatista entre Yucatán y Campeche y el surgimiento de nuestra tierra como estado libre y soberano. 1821, 1858 y 1863 son fechas claves en la historia de los campechanos.

## Política
Las máximas leyes en el municipio son:
- La Constitución Política de los Estados Unidos Mexicanos de 1917;
- La Constitución de Campeche y;
- El Bando de Gobierno del Municipio de Campeche.

### Gobierno del Municipio
El gobierno se deposita en el Ayuntamiento de Campeche, cuyo cabildo se integra por un presidente y once regidores.

### División política
De acuerdo a la Ley Orgánica de los Municipios del Estado de Campeche, el municipio se divide en cuatro secciones municipales, las cuales son;
- Sección municipal de Alfredo V. Bonfil: Esta sección se nombró en honor a Alfredo Vladimir Bonfil Pinto, su cabecera es ejido del mismo nombre. A él le corresponden los ejidos de: Pueblo Nuevo de Cayal, Crucero Oxá, Uzahzil-Edzná o Nohyaxché, y la zona arqueológica de Edzná.

- Sección municipal de Hampolol: el Pueblo de Hampolol es uno de los más antiguos del Estado.[6] A él corresponden los ejidos de; Bethania, Chemblas y San Francisco Kobén.
- Sección municipal de Pich: a esta Sección pertenecen: El pueblo de Pich, su cabecera, el pueblo de: Bolonchén-Cahuich, la congregacion de: Nuevo Pénjamo  y los ejidos de: Kikab y el N.C.P. Melchor Ocampo.
- Sección municipal de Los Laureles: A esta sección le pertenecen: las congregaciónes de: Carlos Cano Cruz, San Miguel Allende, Quetzal Edzná, La Libertad y San Luciano.
- Sección municipal de Tixmucuy: A esta Sección le pertenecen: el pueblo de Tixmucuy como cabecera, el pueblo de Pocyaxun, y los ejidos de: Adolfo Ruiz Cortínez, Bobolá, Nohakal, Uayamón y López Mateos.

Además la ciudad de San Francisco de Campeche, es una sección en si, pero no es igual a las mencionadas con anterioridad, dado que es cabecera del municipio. A San Francisco de Campeche le pertenecen:
- Los Pueblos de: Castamay, Chiná, Samulá y Lerma.
- Los Ejidos de: Chivic, Ebulá, Jesús María, Multunchan, San Lorenzo, Olá, Xcampeu, Yalsí y Yaxá
- Y los ranchos de Aguada, Buenavista, Kanisté, El Carmelo, Cuatro Hermanos, Chencollí, El Chi, Chulbac, Cumpich, Las Delicias, Escalera, Fénix, Las Flores, Holtabla, Hobomo, Imí, Kalá, Miramar, Moa, Orotova, Paraíso, Playa Alegre, El Potrero, El Prado, San Bartolo, San Fernando, San Francisco, San Isidro, San José, San Nicolás, San Pedro, San Pedro, San Pedro Corralché, San Rafael, San Sebastián, Santa Cristina, Santa María, Santa María, Santa Rita, Santa Rosalía, Tacubaya, Tachic, Tec, Topcemó, Umul, Victoria, Xanabchakán, Xbechel, Xtún, Scuch y Yucumbalán.[7]

### Representación legislativa
Para la elección de diputados a nivel federal y local, el municipio se encuentra ingredado en:
Local
- I Distrito Electoral Local de Campeche con cabecera en San Francisco de Campeche
- II Distrito Electoral Local de Campeche con cabecera en San Francisco de Campeche
- III Distrito Electoral Local de Campeche con cabecera en San Francisco de Campeche
- IV Distrito Electoral Local de Campeche con cabecera en San Francisco de Campeche
- V Distrito Electoral Local de Campeche con cabecera en San Francisco de Campeche
- VI Distrito Electoral Local de Campeche con cabecera en San Francisco de Campeche.
- VII Distrito Electoral Local de Campeche, con cabecera en la ciudad de Tenabo.

Federal
- I Distrito Electoral Federal de Campeche

## Clima
La temperatura promedio anual es de 26 °C presentándose los niveles máximos antes del solsticio de verano con un promedio de 28 °C alcanzándose una temperatura máxima histórica de 52 °C.
La temporada de lluvias está comprendida entre los meses de junio a octubre y la de estiaje (ausencia de lluvias), del mes de enero a mediados del mes de mayo.
Los vientos dominantes soplan de noroeste a suroeste por la mañana y al mediodía, durante los meses de noviembre a marzo, y por la noche de noroeste a suroeste la mayor parte del año.
Durante los meses de abril y mayo, los vientos tienden poco a poco a orientarse en dirección norte-sur; para los meses de junio a agosto, los vientos provienen del sureste y para los meses septiembre y octubre, el viento que proviene del norte tiende a alinearse en la dirección este-oeste.
En invierno los nortes, masas de aire frío y seco que se desplazan del noreste y que se originan en los Estados Unidos y sur de Canadá, recogen humedad, misma que se precipitan en este territorio municipal y originan lluvias en un período que comprende los meses de noviembre a enero.
Es en el verano cuando se presentan los ciclones y tormentas tropicales.

## Geografía
El Municipio de Campeche tiene una extensión territorial de 3,410.64 km² que representa el 6.0 % del territorio Estatal.
La superficie del municipio es plana con pequeñas ondulaciones no mayores a 100 m s. n. m.
Está atravesado por la Sierra alta o Puuc que en su recorrido por la costa forma acantilados con puntas conocidas con los nombres de Maxtún y Boxol.
Se ubica en la Gran Plataforma de la Península de Yucatán, compuesta de roca caliza y que se levanta por encima del mar desde hace sesenta millones de años.
El municipio de Campeche es el primero en orden de importancia económica y demográfica del estado de Campeche. Colinda al Norte con el Municipio de Tenabo; al Este con el Municipio de Hopelchén; al Sur con el Municipio de Champotón y el Municipio de Seybaplaya y al Oeste con el Golfo de México. 
En la actualidad, el municipio tiene una extensión territorial de 3 mil 410.64 kilómetros cuadrados que representa el 6% del total del estado (H. Ayuntamiento de Campeche, 2024 - 2027), el cual se divide para su administración en cinco Juntas municipales y una cabecera municipal.

## Hidrografía
Como parte de la Región Hidrológica Yucatán-Oeste, El municipio de Campeche carece de corrientes superficiales. Por el contrario, se observa la presencia de grietas en su parte norte y noroeste, por las cuales el agua de la lluvia ha formado cauces subterráneos, sin embargo, tiene cuerpos de agua pequeños en las zonas de Edzná y Hampolol.
El nivel freático se encuentra a profundidades que van de 6m. a 90m. y su aprovechamiento agrícola se hace a través de obras de riego; su ubicación en el territorio Estatal, lo hace uno de los municipios con mayores recursos hidrológicos.

## Localidades
| Código INEGI      | Localidad                 | Población (2020) |
| ----------------- | ------------------------- | ---------------- |
| 040020001         | San Francisco de Campeche | 249 623          |
| 040020087         | Lerma                     | 8 971            |
| 040020077         | Chiná                     | 6 295            |
| 040020465         | Los Laureles              | 2 669            |
| 040020110         | Alfredo V. Bonfil         | 2 416            |
| 040020096         | Pich                      | 2 055            |
| 040020104         | Tikinmul                  | 2 029            |
| 040020086         | Imí                       | 1 651            |
| 040020101         | San Francisco Kobén       | 1 292            |
| 040020070         | Bethania                  | 1 280            |
| 040020073         | Castamay                  | 1 266            |
| 040020081         | Hampolol                  | 1 221            |
| 040020172         | Melchor Ocampo            | 1 137            |
| 040020090         | Nilchí                    | 1 076            |
| 040020263         | Quetzal Edzná             | 1 032            |
| Otras localidades | Otras localidades         | 12 733           |
| Total municipal   | Total municipal           | 294 077          |